# ماريو ألونسو بيريز لوبيز
ماريو ألونسو بيريز لوبيز (بالإسبانية: Mario Alonso Pérez López)‏ هو محامي وسياسي هندوراسي، ولد في 13 يوليو 1975. انتخب نائب في المؤتمر الوطني في هندوراس.